# ماري بيل ألين
ماري بيل ألين (11 نوفمبر 1922، موريستاون في نيو جيرسي-1973، فيربانكس في ألاسكا) عالمة نبات وكيميائية وعالمة فطريات وعالمة طحالب وعالمة في علم أمراض النبات، ورائدة في علم الأحياء الدقيقة الكيميائية الحيوية. أجرت مع دانيال أرنون وإف روبرت واتلي بحثًا مميزًا لاستكشاف البلاستيدات الخضراء وإثبات دورها في عملية التمثيل الضوئي. في عام 1962، حصلت ألين على جائزة داربيكر من جمعية علم النبات الأمريكية لعملها على الطحالب الميكروبية. رُشحت في عام 1976 مع أرنون وواتلي لجائزة نوبل، لكنهما لم يحصلا عليها.
يُستخدم الاختصار إم بي ألين للإشارة إلى ماري بيل ألين كمؤلفة للتنصيف العلمي للأجناس والأنواع وأوصافهم (استعن بالمؤشر الدولي لأسماء النبات).

## الحياة المهنية
كانت ماري بيل ألين ابنة فريدريك ماديسون ألين وبيل دبليو ألين. حظيت بأخت اسمها دوروثي لويلين ألين (فلين لاحقًا).

### درجة البكالوريوس
في عام 1941، وعندما كانت في سن التاسعة عشر، حصلت ألين على درجة البكالوريوس مع مرتبة الشرف من كلية الكيمياء بجامعة كاليفورنيا في بيركلي.

### درجة الدكتوراه
قُبلت ألين طالبة في درجة الدكتوراه في جامعة كاليفورنيا في بيركلي تحت إشراف سام روبن. أُدرج اسم ألين كمساعدة في مختبر لورانس للإشعاع في جامعة كاليفورنيا في بيركلي بين عامي 1941-1942، وككيميائية لمقاطعة مانهاتن بين عامي 1942-1944. استخدمت أثناء عملها مع روبن أدوات التتبع المشعة لدراسة التمثيل الضوئي والكلوروفيل.
انتقلت ألين بعد وفاة سام روبن، عام 1943، إلى جامعة كولومبيا. تلقت ألين زمالة دوبونت في الفترة بين عامي 1945-1946، وأكملت درجة الدكتوراه في الكيمياء الفيزيائية بجامعة كولومبيا عام 1946، وتناولت أطروحتها الفوسفور في النشاء.

### أعمال ما بعد الدكتوراه
حصلت ألين على زمالة المجلس القومي لبحوث الكيمياء في جامعة واشنطن في سانت لويس لعامي 1946-1947، وأمضت عامًا في المختبر البيولوجي البحري بجامعة شيكاغو كزميلة زائرة مع جيمس فرانك وهانز جافرون، حوالي عام 1951.
في عام 1947، أصبحت ألين باحثة مشاركة في مستشفى ماونت سيناي في نيويورك. أمضت الفترة الأولى من هذا التعيين في محطة هوبكنز البحرية بجامعة ستانفورد في كاليفورنيا، حيث أُدرج اسم «الدكتورة ماري بيل ألين» بصفتها «محققة زائرة» من مستشفى ماونت سيناي. تلقى المشروع تمويله الأولي من عالم الكيمياء الحيوية هاري سوبوتكا في مستشفى ماونت سيناي، والذي كان قد تلقى منحة من خدمة الصحة العامة الأمريكية. تمكنت من مواصلة العمل في ستانفورد بتمويل من مكتب البحوث البحرية.
عملت ألين في محطة هوبكنز البحرية مع سي بي فان نيل على فيزيولوجيا البكتيريا التي تعيش في درجات حرارة عالية وكيميائيتها الحيوية. ذكرت عام 1952 أنها عزلت «طحلبًا غير معروف وحيد الخلية» من المياه الحمضية «ليموناد سبرينغ» من ينابيع المياه الحارة في مقاطعة سونوما في كاليفورنيا. اقترح العمل اللاحق أنه مشابه لأشكال كالداريوم السيانيدوم التي اكتشفها بشكل مستقل كل من هيرويوكي هيروس (1950)، وفيليكس يوجين فريتش (1945)، وكينيشيرو نيغورو (1935). تمكنت ألين أيضًا من دراسة الطحالب الخضراء المزرقة ونشرت «بحثًا أساسيًا» عن زراعتها في عام 1952.

### معهد أبحاث مؤسسة كايزر
أنشأ معهد أبحاث مؤسسة كايزر رسميًا مختبرًا لعلم وظائف الأعضاء المقارن والمورفولوجيا في ريتشموند في كاليفورنيا في عام 1958، للبحث في علم الأحياء المقارن. عُين إلسورث سي دوجيرتي مشرفًا، وعُينت ماري بيل ألين مديرة مساعدة. واصلت فحص امتصاص الكلوروفيل ودراسة تكوين الطحالب، باستخدام القياس الطيفي وتقنيات أخرى.
حررت في عام 1960 الإجراءات المنشورة للندوة السنوية الأولى حول البيولوجيا المقارنة لمعهد أبحاث كايزر بيرماننتي في ريتشموند. تلقت ألين تمويلًا من عدة مصادر بما في ذلك المعهد الوطني للصحة في بيثيسدا بولاية ماريلاند. حصلت في عام 1962 على جائزة داربيكر من جمعية علم النبات الأمريكية «لمساهمتها البارزة في علم النبات».